# Rheintal/Walgau Autobahn
De Rheintal/Walgau Autobahn (A14) loopt vanaf de Duitse grens, bij Lindau, naar Bludenz. Vanaf Bludenz gaat de weg over in de S16 tot Landeck en vanaf daar wordt het de A12.
Deze snelweg passeert onder andere Liechtenstein. De snelweg loopt over tientallen kilometers parallel aan de autosnelweg A13 in Zwitserland.
Op deze route liggen twee lange tunnels: de Pfändertunnel en de Ambergtunnel. De eerste is direct na de grens met Duitsland, de andere ligt bij Feldkirch. Bij Feldkirch kan de snelweg ook worden verlaten om Liechtenstein te bereiken.
In het verleden was op het gehele traject van de A14 een tolvignet verplicht. Vanwege vele tolvermijders, overbelasting van het lokale wegennet en kritiek vanuit Duitsland, heeft de Oostenrijkse regering eind 2019 besloten om snelwegen vlak bij de grens tolvrij te maken. Voor de A14 betekent dit dat het traject vanaf de Duitse grens tot aan Hohenems tolvrij is, daarna is een tolvignet verplicht.
Tussen 2008 en 2013 was het mogelijk om vanuit Duitsland naar Zwitserland met een goedkoper KorridorVignette te reizen in plaats van de standaard tolvignet. Met dit vignet konden alle voertuigen tot 3,5 ton vanaf de Duitse grens tot en met aansluiting Hohenems rijden. Bij de ingebruikname van de Pfändertunnel werd de KorridorVignette afgeschaft.

## Geschiedenis
In 1939 waren er reeds plannen om een snelweg, de A14, te bouwen langs de plaatsen Lindau, Bregenz, Dornbirn en Feldkirch. Over de Pfänder zou dan een lokale weg worden aangelegd. In 1973 werden de plannen voor de A14 verder uitgewerkt. De Pfändertunnel vormde een belangrijk deel in de te realiseren plannen. De plannen werden in 1975 goedgekeurd en in 1976 werd er begonnen aan de bouw van de tunnel. In 1980 werd ook de snelweg tot de grens met Duitsland aangelegd en kwam het deel naar Dornbirn gereed. In 1980 ontstonden er plannen voor de Ambergtunnel. Op dat moment was er nog steeds geen verbinding met Bregenz. In de jaren erna werd de autosnelweg tot Feldkirch gebouwd. In 1985 werd dit gedeelte vrijgegeven, samen met de Ambergtunnel. Op 5 juni 1981 werden de S16 en de weg naar het Alpenrijndal geopend.
Autobahnen: A1 · A2 · A3 · A4 · A5 · A6 · A7 · A8 · A9 · A10 · A11 · A12 · A13 · A14 · A21 · A22 · A23 · A24 · A25 · A26
Schnellstraßen: S1 · S2 · S3 · S4 · S5 · S6 · S7 · S8 · S10 · S16 · S18 · S31 · S33 · S34 · S35 · S36 · S37